# Ca l'Orfila
Ca l'Orfila és una masia del Masnou (Maresme).

## Descripció
Edifici aïllat als quatre vents de planta composta per dos cossos un quadrangular i l'altre rectangular; el primer consta de planta baixa, planta pis i coberta plana practicable a mode de terrat amb distància entre forjats superior a tres metres; el segon cos consta de planta baixa i dos pisos amb la coberta de teules àrabs a dues aigües i amb ràfec.
A la part superior del cos més alt, hi ha una obertura més gran que la resta en forma de volta d'arc apuntat emmarcat amb maons posat a llibret. Les altres obertures també tenen el llinda amb aquest sistema ornamental, a excepció de les obertes recentment a causa de la reconversió de l'edifici.

## Història
És la seu de la policia local.
La façana principal està construïda amb pedres provinents del jaciment romà de Cal Ros.